# Xbox Developer Direct
Xbox Developer Direct (stylisé en Developer_Direct) est une série d'événements en direct et en ligne, produits par Microsoft Gaming pour présenter le contenu propriétaire à venir des Xbox Game Studios, Bethesda Softworks et d'autres studios de développement Microsoft. Les diffusions en direct incluent également des jeux d'éditeurs tiers. Le Developer Direct a généralement lieu au début de chaque année en janvier.

## Histoire
Le Developer Direct est fondé dans le cadre des efforts continus de Microsoft pour améliorer la communication et l'engagement avec les joueurs du monde entier. Avant le Developer Direct, certaines critiques affirmaient que Xbox avait besoin d'une vitrine pour établir son « identité de marque » et se différencier des autres concurrents. De plus, certains estime que Xbox devrait être plus transparent concernant le développement de ses jeux vidéo. La première présentation est annoncée le 11 janvier 2023 et a eu lieu le 25 janvier 2023. Initialement axé sur les présentations des Xbox Game Studios et de Bethesda Softworks, la série d'événements évolue en 2024 pour englober un éventail plus large de développeurs et d'éditeurs, y compris des titres tiers,.

## Format
Chaque événement Xbox Developer Direct propose généralement une combinaison d'annonces, de bandes-annonces, de présentation de gameplay et d'interviews de développeurs. Ces présentations offrent au public un aperçu des jeux à venir, du contenu téléchargeable (DLC), des extensions, des mises à jour et d'autres informations pertinentes. Le format permet aux développeurs de présenter leurs jeux directement aux fans et aux consommateurs et d'annoncer du tout nouveau contenu,.

## Liste des événements
Outre les Xbox Developer Direct, d'autres événements Xbox sans la marque sont répertoriés. Il s'agit notamment de diverses présentations Xbox qui se sont poursuivies après la mise en place du format Developer Direct en 2023.

### Xbox Developer Direct
| Date            | Durée       | Jeux présentés                                                                                              | Réf. |
| --------------- | ----------- | --- | ---- |
| 25 janvier 2023 | 44 min      | Minecraft Legends, Forza Motorsport, Hi-Fi Rush, The Elder Scrolls Online: Necrom, Redfall                  | ,    |
| 18 janvier 2024 | 48 min 42 s | Avowed, Senua's Saga: Hellblade II, Visions of Mana, Ara: History Untold, Indiana Jones et le Cercle ancien | ,    |

### Xbox Games Showcase
| Date         | Durée           | Jeux présentés | Réf. |
| ------------ | --------------- | --- | ---- |
| 11 juin 2023 | 1 h 52 min 18 s | Fable, South of Midnight, Star Wars: Outlaws, 33 Immortals, Payday 3, Persona 3 Reload, Avowed, Sea of Thieves, Microsoft Flight Simulator, Microsoft Flight Simulator 2024, Senua's Saga: Hellblade 2, Like A Dragon: Infinite Wealth, Fallout 76, Kunitsu-Gami: Path of the Goddess, Forza Motorsport, The Elder Scrolls Online: Necrom, Overwatch 2, Persona 5 Tactica, Starfield, Jusant, Still Wakes The Deep, Dungeons of Hinterberg, Cyberpunk 2077: Phantom Liberty, Cities: Skylines II, Metaphor: ReFantazio, Towerborne, Clockwork Revolution | ,    |
| 9 juin 2024  | 1 h 47 min 7 s  | Call of Duty: Black Ops 6, Doom: The Dark Ages, State of Decay 3, Dragon Age: The Veilguard, Starfield: Shattered Space, Fallout 76, Expedition 33, South of Midnight, World of Warcraft: The War Within, Metal Gear Solid Delta: Snake Eater, Sea of Thieves, Flintlock: The Siege of Dawn, Age of Mythology Retold, Perfect Dark, Diablo IV: Vessel of Hatred, Fable, Fragpunk, Winter Burrow, Mixtape, Microsoft Flight Simulator 2024, The Elder Scrolls Online: Gold Road, Life Is Strange: Double Exposure, Indiana Jones et le Cercle ancien, Mechabreak, Avowed, Atomfall, Assassin's Creed Shadows, S.T.A.L.K.E.R. 2: Heart of Chornobyl, Gears of War: E-Day | ,    |

### Xbox Partner Preview
| Date            | Duration    | Games featured | Ref. |
| --------------- | ----------- | --- | ---- |
| 25 octobre 2023 | 28 min 51 s | Metal Gear Solid Delta: Snake Eater, Alan Wake 2, Ark: Survival Ascended, Like a Dragon: Infinite Wealth, Still Wakes the Deep, Manor Lords, IKARO: Will Not Die, Spirit of the North 2, RoboCop: Rogue City, Dungeons of Hinterberg, The Finals                                                          | ,    |
| 6 mars 2024     | 29 min 31 s | Unknown9: Awakening, Sleight of Hand, The Alters, Creatures of Ava, Roblox, The Sinking City 2, S.T.A.L.K.E.R. Legends of the Zone Trilogy, Monster Jam Showdown, Persona 3 Reload, The First Berserker: Khazan, Tales of Kenzera: Zau, Frostpunk 2, Final Fantasy XIV, Kunitsu-Gami: Path of the Goddess | ,    |